# Bière
Bière (toponimo francese) è un comune svizzero di 1 551 abitanti del Canton Vaud, nel distretto di Morges.

## Monumenti e luoghi d'interesse
- Chiesa riformata di San Benedetto, eretta nel XII secolo e ricostruita nel XV secolo[1].

## Società

### Evoluzione demografica
L'evoluzione demografica è riportata nella seguente tabella:
Abitanti censiti

### Istituzioni, enti e associazioni
Bière ospita una delle più grandi piazze d'armi dell'Esercito svizzero per superficie occupata (). La piazza d'armi di Bière ospita il Centro d'Istruzione dell'Artiglieria.

## Infrastrutture e trasporti

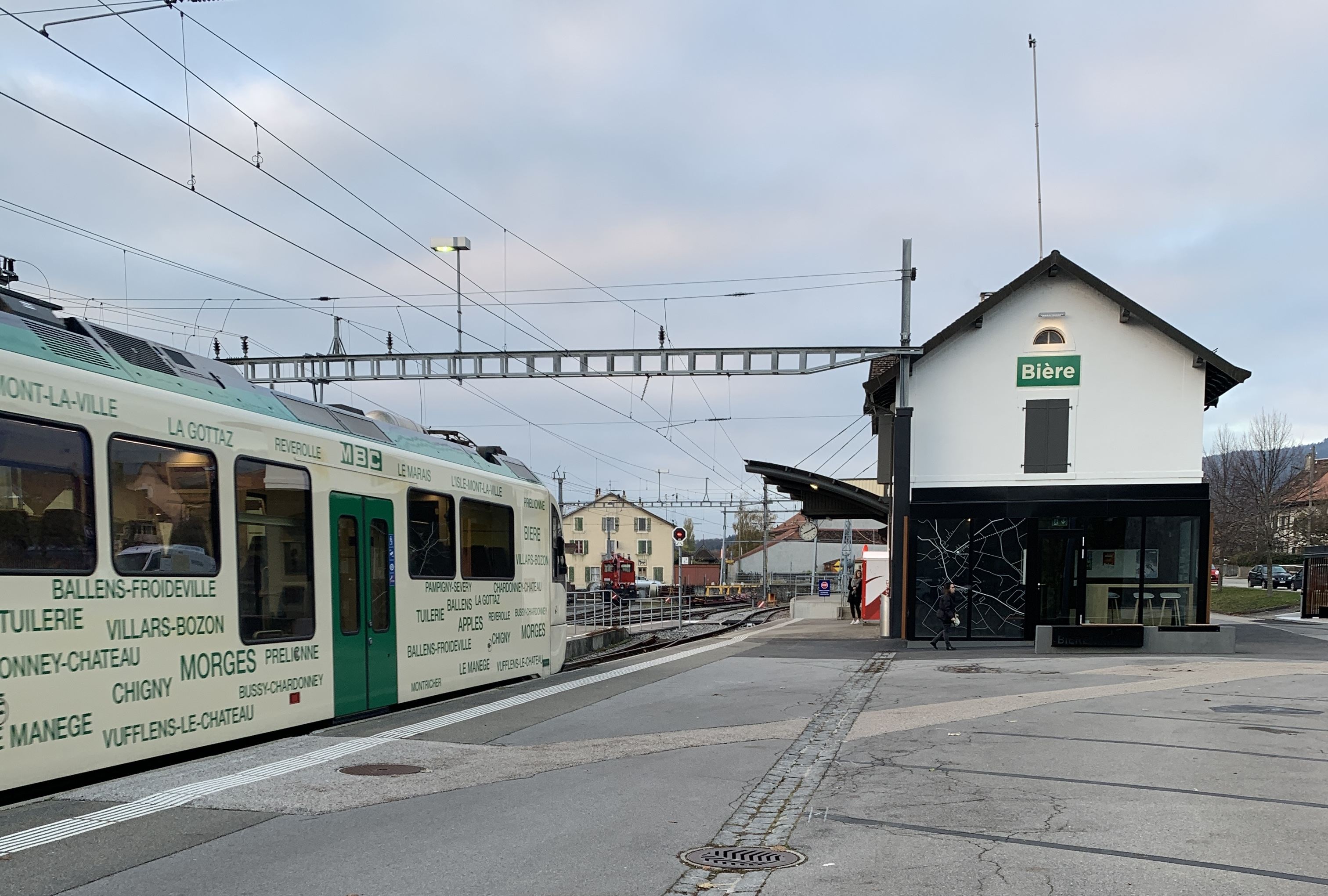
La stazione di Bière

Bière è servito dall'omonima stazione, capolinea della ferrovia Bière-Apples-Morges.

## Amministrazione
Ogni famiglia originaria del luogo fa parte del cosiddetto comune patriziale e ha la responsabilità della manutenzione di ogni bene ricadente all'interno dei confini del comune.